# Alexandra Ernst
Alexandra Ernst (* 6. Juni 1965 in Wiesbaden) ist eine deutsche literarische Übersetzerin mit Schwerpunkt Kinder- und Jugendliteratur.

## Leben und Wirken
Alexandra Ernst studierte Literaturwissenschaft und war als Presse- und Werbeleiterin in einem Verlag tätig.
Seit 2000 arbeitet sie als Übersetzerin von historischen Romanen, Fantasy und Jugendliteratur. Hierfür wurde sie u. a. mehrfach für den Deutschen Jugendliteraturpreis nominiert und auch mit ihm ausgezeichnet.
Neben ihren Übersetzungen veröffentlicht sie auch Beiträge als Journalistin und Literaturkritikerin.
Alexandra Ernst lebt mit ihrem Mann und ihrer Tochter in der Nähe von Mainz.

## Auszeichnungen als Übersetzerin
- 2005: Deutscher Jugendliteraturpreis (Jugendbuch) für Graham Gardner: Im Schatten der Wächter
- 2007: Deutscher Jugendliteraturpreis (Jugendbuch) für Markus Zusak: Der Joker
- 2009: Deutscher Jugendliteraturpreis (Jugendbuch) für Markus Zusak: Die Bücherdiebin
- 2009: Nominierung Landshuter Jugendbuchpreis für Markus Zusak: Die Bücherdiebin
- 2009: Gustav-Heinemann-Friedenspreis für Kinder- und Jugendbücher für Patricia McCormick: Verkauft
- 2012: Nominierung Deutscher Jugendliteraturpreis (Jugendbuch) für David Almond: Mina
- 2015: Nominierung Deutscher Jugendliteraturpreis (Kinderbuch) für David Almond: Der Junge, der mit den Piranhas schwamm
- 2015: Deutscher Hörbuchpreis (Bestes Kinder-/Jugendhörbuch) für David Almond: Der Junge, der mit den Piranhas schwamm
- 2022: James Krüss Preis für internationale Kinder- und Jugendliteratur (zusammen mit David Almond)